# 7670 Kabeláč
7670 Kabeláč è un asteroide della fascia principale. Scoperto nel 1995, presenta un'orbita caratterizzata da un semiasse maggiore pari a 2,3828610 UA e da un'eccentricità di 0,1732463, inclinata di 2,82753° rispetto all'eclittica.